# 全氟壬酸
全氟壬酸（英語：Perfluorononanoic acid，缩写PFNA）是一种人工合成的全氟羧酸和含氟表面活性剂，也是一种环境污染物，与其类似物全氟辛烷磺酸（PFOS）和全氟辛酸（PFOA）一样在人体和野生生物中有发现。